# L'uomo senza volto (film 1936)
L'uomo senza volto (Preview Murder Mystery) è un film del 1936, diretto da Robert Florey. Il film, che avrebbe dovuto avere come protagonista John Gilbert, fu interpretato da Reginald Denny, Frances Drake, Gail Patrick e da tutta una serie di nomi molto noti dello schermo appartenenti alla scuderia Paramount, molti dei quali appaiono in ruoli di contorno o facendo solo una fugace apparizione.

## Trama
Un regista sta girando a Hollywood il remake di un film muto che ebbe grande successo, ma finite le riprese gli attori muoiono uno dopo l'altro in circostanze misteriose.

## Produzione
Il film, la cui lavorazione iniziò il 4 dicembre 1935, fu prodotto dalla Paramount Pictures.
Hollywood Reporter accreditava come co-sceneggiatori Jane Storm per il soggetto e Max Marcin alla sceneggiatura

## Distribuzione
Il copyright del film, richiesto dalla Paramount Productions, Inc., fu registrato il 28 febbraio 1936 con il numero LP6203.
Distribuito dalla Paramount Pictures, il film - presentato da Adolph Zukor - uscì nelle sale cinematografiche statunitensi il 28 febbraio 1936